# 大托鋪街道
大托鋪街道（）は中華人民共和国湖南省長沙市天心区の街道。

## 行政区画
- 新港村
- 大托村
- 興隆村
- 黄合村
- 桂井村

## 歴史
以前は大托郷（鎮）と呼ばれ、長沙県に属していた。
1996年は天心区の管轄に属する。
2012年、黒石鋪街道・大托鋪街道・先鋒街道として分離独立。

## 地理
大托鋪街道は長沙市南部に位置し、北は黒石鋪街道と、東は黒石鋪街道・先鋒街道と、西は湘江と、南は南托街道とそれぞれ接している。
- 河川：湘江

## 人口
2021年人口調査では、街道全体の人口は15,920人だった。

## 交通

### 道路
- 長沙繞城高速公路
- 湘江南路
- 055県道

### 鉄路
- 大托鋪火車駅[2]

### 空港
- 大托鋪空港[2]